# 1951 год в литературе

## Премии

### Международные
- Нобелевская премия по литературе — Пер Лагерквист, «За художественную силу и абсолютную независимость суждений писателя, который искал ответы на вечные вопросы, стоящие перед человечеством».

### СССР
- Сталинская премия:
  - Художественная проза:
    - Первая степень: Фёдор Гладков (роман «Вольница»), Галина Николаева (роман «Жатва»).
    - Вторая степень: Семён Бабаевский (2-я книга романа «Свет над землёй»), Гумер Баширов (роман «Честь»), Мирза Ибрагимов (роман «Наступит день»), Алексей Кожевников (роман «Живая вода»), Николай Никитин (роман «Северная Аврора»), Кави Наджми (роман «Весенние ветры»), Анатолий Рыбаков (роман «Водители»), Михаил Соколов (роман «Искры»), Александр Чейшвили (роман «Лело»).
    - Третья степень: Сергей Антонов (книга рассказов «По дорогам идут машины»), Николай Бирюков (роман «Чайка»), Александр Гудайтис-Гузявичюс (роман «Правда кузнеца Игнотаса»), Виталий Закруткин (роман «Плавучая станица»), Анна Караваева (трилогия «Родина»), Лев Кассиль и Макс Поляновский (повесть «Улица младшего сына»), Берды Кербабаев (повесть «Айсолтан из страны белого золота»), Вадим Собко (роман «Залог мира»), Михаил Стельмах (роман «Большая родня»), Салчак Тока (повесть «Слово арата»), Юрий Трифонов (повесть «Студенты»), Мариэтта Шагинян (книга очерков «Путешествие по Советской Армении»), Иван Шамякин (роман «Глубокое течение»).

  - Поэзия:
    - Первая степень: Андрей Малышко (сборник «За синим морем»), Самуил Маршак (сборник «Стихи для детей»), Степан Щипачев (поэма «Павлик Морозов»).
    - Вторая степень: Григол Абашидзе (за циклы стихов «Ленин в Самгори» и «На южной границе»), Алексей Сурков (сборник «Миру — мир!»), Теофилис Тильвитис (поэма «На земле Литовской»), Гамзат Цадаса (сборник стихов «Избранное»).
    - Третья степень: Ольга Берггольц (поэма «Первороссийск»), Пётр Бровка (сборник «Дорога жизни»), Платон Воронько (за сборники «Доброе утро» и «Славен мир»), Николай Казаков (сборник «Поэзия — любимая подруга»), Семён Кирсанов (поэма «Макар Мазай»), Расул Рза (поэма «Ленин»), Геворг Эмин (сборник «Новая дорога»).

  - Драматургия:
    - Вторая степень: Илья Мосашвили (пьеса «Потопленные камни»), Анатолий Суров (пьеса «Рассвет над Москвой»), Александр Штейн (пьеса «Флаг адмирала»).

  - Литературная критика и искусствоведение:
    - Вторая степень: Дмитрий Благой (кгига «Творческий путь Пушкина»).
    - Третья степень: Владимир Орлов (книга «Русские просветители 1790—1800 годов»).

### США
- Пулитцеровская премия в категории художественное произведение, написанное американским писателем— Конрад Рихтер, «Город»
- Пулитцеровская премия в категории драматического произведения для театра — не присуждалась
- Пулитцеровская премия в категории поэзия— Карл Сэндберг, сборник «Стихотворения»

### Франция
- Гонкуровская премия — Жюльен Грак, «Побережье Сирта» (от премии отказался)
- Премия Ренодо — Робер Маржери, Le Dieu nu
- Премия Фемина —Анн де Турвиль, Jabadao

## Книги
- «Бесноватые. Савва Грудцын и Соломония» — произведение Алексея Ремизова.
- «В дебрях Центральной Азии» — книга Владимира Обручева.
- «Ложимся во мрак» — произведение Уильяма Стайрона.
- «Память, говори» — автобиографическое произведение Владимира Набокова.
- «Подстриженными глазами: Книга узлов и закрут памяти» — произведение Алексея Ремизова.
- «Призрачная охота» — произведение Буало-Нарсежака.
- «Про Светлану» — книга Сергея Баруздина.

### Романы
- «Астронавты» — роман Станислава Лема.
- «Воспоминания Адриана» — роман Маргерит Юрсенар.
- «День триффидов» — роман Джона Уиндема.
- «Мир так широк» — роман Синклера Льюиса (издан посмертно).
- «Молодая гвардия» — роман Александра Фадеева (вторая редакция).
- «Над пропастью во ржи» — роман Джерома Дэвида Сэлинджера.
- «Принц Каспиан» — роман Клайва Стейплза Льюиса.
- «Прочитавшему — смерть» — роман Рекса Стаута.
- «Судья и его палач» — роман швейцарского писателя Фридриха Дюрренматта.

### Повести
- «Голоса травы» — лирическая повесть Трумана Капоте.
- «Королевство кривых зеркал» — повесть-сказка Виталия Губарева.
- «Приключения Чиполлино» — сказочная повесть Джанни Родари.

### Поэзия
- «Скорый поезд» (норв. Fjerntog) — сборник стихов Ролфа Якобсена.

### Литературоведение
- «Жуковский. Биография» — книга Бориса Зайцева.

## Персоналии

### Родились
- 11 апреля — Джеймс Патрик Келли, американский писатель-фантаст.
- 3 мая — Татьяна Никитична Толстая, российская писательница, публицист и телеведущая.
- 1 сентября — Тимоти Зан, американский писатель-фантаст.
- 4 октября — Бахытжан Мусаханович Канапьянов, казахский поэт.

### Умерли
- 5 января — Андрей Платонович Платонов, русский писатель (родился в 1899).
- 3 декабря — Мануэль Угарте, аргентинский писатель (родился в 1875).
- 10 декабря — Алджернон Блэквуд, английский писатель (родился в 1869).
- 23 декабря — Бенито Линч, аргентинский писатель (умер в 1885).
- 27 ноября – Божена Сланчикова-Тимрава, словацкая писательница.